# Rodolphe Delord
Rodolphe Delord est le directeur général du ZooParc de Beauval et le président de l'association française des parcs zoologiques.

## Biographie
Rodolphe Jacques-Robert Lajunias, dit Rodolphe Delord, est né le 22 novembre 1971[réf. non conforme] de parents artistes de cabaret, Françoise Doucet et Jacques Delord, pseudonyme de Jacques Lajunias. Sa mère gagne un jour deux oiseaux et fait l'acquisition d'autres espèces jusqu'à posséder 300 volatiles dans son appartement parisien. La famille déménage en Touraine, d'où sont originaires les parents de Jacques, et s'installe dans une propriété de cinq hectares à Saint-Aignan. Rodolphe a huit ans quand sa mère ouvre un parc ornithologique. Très jeune, il a eu de nombreux animaux tels que des poissons, des tortues et des serpents. Il quitte l'école à seize ans pour travailler en tant que soigneur dans le parc, il s'estimait lui-même en échec scolaire. En 1988, alors que le parc est proche de déposer le bilan, la famille investit et fait du parc un parc zoologique avec notamment des singes, des tigres et un ours. Avec sa sœur ainée Delphine Delord, Rodolphe Delord succède à sa mère à la direction du zoo et décide de construire un hôtel et des restaurants. Le parc ne cesse de grandir avec l'arrivée de pandas, d'hippopotames et de nouvelles infrastructures (télécabine en 2019, dôme en 2020, grande volière en 2023) et devient le quatrième plus beau zoo du monde. Le zoo devient une véritable destination touristique. En 2022, plus de deux millions de personnes ont visité le parc.
Outre la direction du parc, la famille Delord s'investit dans la préservation de l'environnement et de la vie animale. Le zoo sensibilise les visiteurs sur ces thématiques et finance des plans de conservation. Rodolphe est également président de l'association française des parcs zoologiques français, qui regroupe une centaine de parcs.
Le 1er janvier 2023, Rodolphe Delord est nommé chevalier de la Légion d'honneur.
En 2023, il licencie sa sœur Delphine, accusée de harcèlement moral.

## Distinctions
- Chevalier de la Légion d'honneur (2023).